# The Apostasy
The Apostasy é o oitavo álbum de estúdio da banda polonesa de Death Metal Behemoth. Nesse álbum, a banda conta com a participação de um grupo coral, piano, trompete, trombone e trompa, que são usados constantemente nas músicas. A banda regravou uma nova versão da música Chant For Eschaton 2000 (do Satanica), e que eles pretendem lançar futuramente no próximo EP

## Lista de faixas
1. "Rome 64 C.E."	- 1:25
2. "Slaying the Prophets ov Isa" - 3:23
3. "Prometherion" - 3:03
4. "At the Left Hand ov God" - 4:58
5. "Kriegsphilosophie" - 4:23
6. "Be Without Fear" - 3:17
7. "Arcana Hereticae" - 2:58
8. "Libertheme" - 4:53
9. "Inner Sanctum" - 5:01
10. "Pazuzu" - 2:36
11. "Christgrinding Avenue" - 3:51

## Membros
- Nergal - Vocal, Guitarra.
- Orion - Contra Baixo, Backing Vocal.
- Inferno - Bateria.
- Seth - Guitarra.

### Participações
- Leszek Możdżer - piano em Inner Sanctum
- Warrel Dane (Nevermore) - vocal em Inner Sanctum

## Curiosidade

### Rome 64 C.E.
O título da música Rome 64 C.E. se refere ao Grande incêndio de Roma ocorrido em 64 d.C no núcleo comercial da antiga cidade de Roma, em volta do Circo Máximo.

### Pazuzu
Na mitologia suméria, Pazuzu era o rei dos demônios do vento, filho do deus Hanbi. Ele também representava o vento sudoeste, que trazia as tempestades e a estiagem.